# Leucochrysa erminea
Leucochrysa erminea är en insektsart som beskrevs av Banks 1946. Leucochrysa erminea ingår i släktet Leucochrysa och familjen guldögonsländor. Inga underarter finns listade i Catalogue of Life.